# Will.i.am
William James Adams Jr. (Los Ángeles, California; 15 de marzo de 1975), más conocido como will.i.am, es un cantante, rapero, compositor, productor de discos, actor, vocalista y DJ estadounidense, miembro del grupo Black Eyed Peas. Tiene una compañía discográfica llamada A&M Records. Black Eyed Peas lo llevó a la fama, con múltiples sencillos en el número 1.
Comenzó su carrera como solista internacionalmente con su tercer álbum titulado Songs About Girls. Tras un tiempo trabajando con The Black Eyed Peas, en 2008, durante la campaña electoral estadounidense para las elecciones de dicho año compuso tres canciones con el texto de tres de los discursos del aspirante Barack Obama, llamadas «Yes We Can», «It's a New Day» y «We Are The Ones». También ha colaborado en distintas exitosas canciones, como «Check It Out» de Nicki Minaj para su álbum Pink Friday, The Script con la canción Hall Of Fame y con Britney Spears en la canción «Scream & Shout». El 19 de abril de 2013, publicó su cuarto álbum de estudio #willpower.

## Biografía
William Adams (llamado "William James Adams Jr." en su certificado de nacimiento). Nació en East Los Angeles y fue criado en la vivienda Estrada Courts del barrio Boyle Heights, en donde él y su familia estaban entre los pocos afroamericanos que vivían en una comunidad predominantemente hispana. William Adams nunca conoció a su padre, y creció con su madre, Debra (cuyo nombre de nacimiento era Cain), que le anima a ser único y evitar seguir las tendencias de los demás jóvenes de su barrio en la zona este de Los Ángeles. Ella le animó a comenzar a trabajar en su carrera musical enviándolo a las escuelas públicas de ricos en West Los Angeles. Mientras asistía a Palisades Charter High School, Will.i.am se convirtió en el mejor amigo de apl.de.ap, quién también sería un futuro miembro de los Black Eyed Peas. En la escuela secundaria, will.i.am y apl.de.ap realizaron presentaciones en clubes y de pronto se unieron otros tres artistas para formar el grupo de rap con conciencia social. Atban Klann llamó la atención del rapero Eazy-E y se le ofreció firmar para su sello, Ruthless Records.
Adams solía asistir a raves durante la escuela secundaria. Más tarde dijo que su historia con la cultura rave es por qué eligió un sonido más electro para los álbumes The E.N.D. y The Beginning de los Black Eyed Peas. A pesar del uso de música electro y  house, will.i.am prefiere separar lo clandestino del pop. En un artículo con Los Angeles Times, menciona que el secreto sobre el paradero de raves es lo que lo hizo delirar en algo especial y diferente de la cultura:

"Lo clandestino es mucho más grande que la superficie. Eso es lo que la gente no entiende."
William Adams

## Carrera musical

### 1988-2000: Comienzos y The Black Eyed Peas

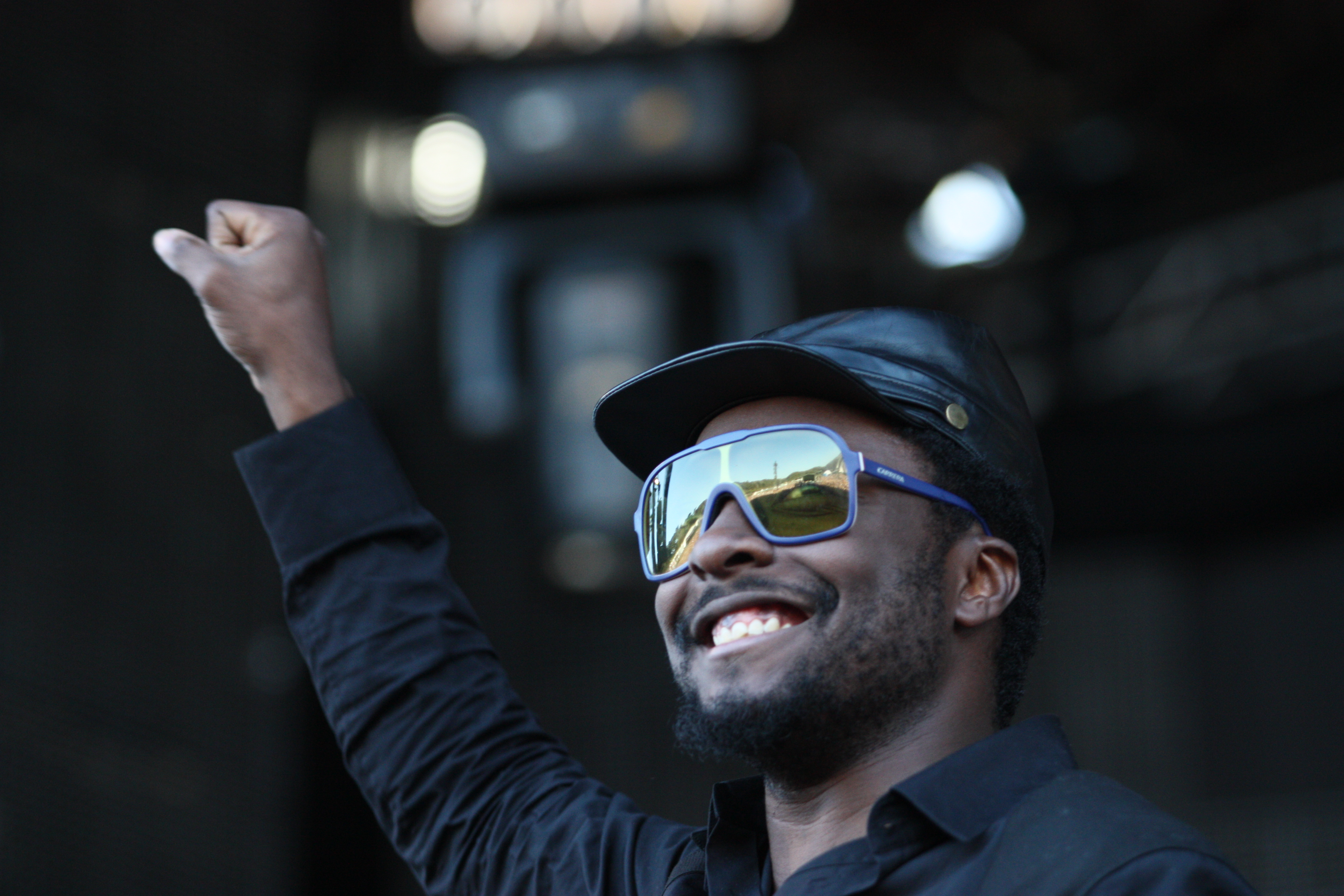
will.i.am en una presentación con Black Eyed Peas en junio de 2009.

La carrera musical de will.i.am comenzó en el verano de 1987, cuando como estudiante de octavo grado, se encontró con el también rapero Allan Pineda (apl.de.ap) y su compañero de estudios Dante Santiago. Comenzaron a actuar juntos alrededor de Los Ángeles y de pronto fueron descubiertos por el rapero/empresario Eazy-E, que los firmó para su sello Ruthless Records en 1992. En ese momento, will.i.am era conocido como "Will 1X". La primera pista oficial en la historia del Atban Klann, «Merry Muthafuckin», fue incluido en el EP de Eazy-E 5150: Home 4 Tha Sick. Después de esto, el trío comenzó a grabar un álbum, "Grass Roots", con la ayuda de los productores Mookie Mook y DJ Motiv8, sin embargo, el álbum nunca fue lanzado debido a la muerte de Eazy-E en 1995. Después de la trágica muerte de Eazy, Atban Klann cambió su nombre a Black Eyed Pods, y will.i.am reemplazó a Dante con Jaime Gómez, más conocido por su nombre artístico de Taboo. En 1997, una vez más, cambiaron su nombre, esta vez a Black Eyed Peas, y comenzaron a grabar su primer álbum, "Behind the Front", con la ayuda de la cantante de soul Kim Hill. Pronto se les firmó con Interscope Records y lanzaron su primer sencillo, a principios de 1998, «Joints & Jam». El álbum fue un éxito suficiente para el contrato del grupo para ser renovado, y en 2000, un segundo álbum fue lanzado, Bridging the Gap.

### 2000-03: Lost Change, Elephunk y Must B 21
Tras la publicación de Bridging The Gap, Will comenzó a grabar su primer disco en solitario, Lost Change, que fue la banda sonora oficial de la película del mismo nombre. Con las colaboraciones de Medusa, Planet Asia y Terry Dexter, el álbum fue un éxito de crítica.
En noviembre de 2001, empezó a trabajar en un tercer álbum para The Black Eyed Peas, Elephunk. Las grabaciones del álbum comenzaron el 2 de noviembre de 2001 y su lanzamiento fue realizado dos años después, en 2003. En el momento del desarrollo, sólo will.i.am, apl.de.ap y Taboo debían figurar en el álbum. Durante la producción de «Shut Up» (el segundo sencillo del álbum), se dieron cuenta de que una voz femenina funcionaba bien con la canción. Originalmente, Nicole Scherzinger (exintegrante principal del grupo Pussycat Dolls) se acercó para hacer una aparición especial en la canción. Ella se vio obligada a declinar porque ya había firmado un contrato con Eden's Crush. Danté Santiago fue quien llevó a Fergie para que Will la conociera y quedó totalmente impresionado con su talento vocal. Inmediatamente se formó un vínculo con la banda y se convirtió en un integrante permanente de The Black Eyed Peas y su imagen apareció en la portada del álbum. Nueve de las catorce canciones fueron compuestas por el letrista Robbie Fisher, que ha estado trabajando en estrecha colaboración con la banda desde las etapas iniciales del álbum. En los Estados Unidos, Elephunk alcanzó el número catorce de la Billboard Top 200 y es su primer álbum en ingresar en el top15. Ganó el éxito más comercial en las listas de álbumes del Reino Unido, en donde alcanzó el número tres. Ha vendido más de 1,6 millones de copias en el Reino Unido y 8,5 millones de copias en todo el mundo.. Los sencillos «Where Is The Love?». y «Shut Up», alcanzaron el número uno. «Hey Mama» ha sido utilizado durante varios anuncios incluyendo anuncios de Apple e iTunes. «Let's Get It Started» obtuvo una aclamación universal de la sección de medios de comunicación, además hicieron una versión de la canción para la película Hot Tub Time Machine. Tras el éxito de Elephunk, The Black Eyed Peas fueron abordados por los juegos de EA para que algunas de sus canciones estuvieran en el juego de 2004 The Urbz. Ellos remezclaron algunos de los títulos de Elephunk y fueron traducidos en Simlish. También aparecen en el juego como personajes jugables.
El grupo lanzó su sencillo, «Where Is The Love?», en noviembre de 2002 (con Justin Timberlake, aunque no aparece en el video). Debido a los exitosos sencillos, Elephunk llegó a vender 8,5 millones de copias en todo el mundo. Durante ese tiempo, Will comenzó a grabar un segundo álbum en solitario, Must B 21. En 2002, grabó la canción «Secrets» para la banda sonora de la película Dexter's Laboratory: Ego Trip, una película del canal infantil Cartoon Network. Antes de esto, él también compuso el tema musical para la serie, Samurai Jack.

### 2003-06: Monkey Business
En noviembre de 2003, Will comenzó a trabajar en un cuarto álbum para The Black Eyed Peas, titulado Monkey Business, el segundo álbum con el nuevo integrante de la banda, Fergie. Tras el éxito de Monkey Business, que fue lanzado en 2005, el álbum fue certificado triple platino por la RIAA en los EE. UU. y ha vendido más de 10 millones de copias en todo el mundo. The Recording Industry Association de Canadá (o CRIA) ha certificado a Monkey Business seis veces de Platino, con ventas de más de 600,000 copias. The Recording Industry Asociación de Australiana (o ARIA) también ha certificado a Monkey Business seis veces de Platino, denotando las ventas de más de 420.000 copias. Gracias a las pistas del álbum, el grupo obtuvo cuatro nominaciones a los premios Grammy del año 2006 y también ganaron el Grammy a la Mejor Interpretación Rap por un Dúo o Grupo por «Don't Phunk with My Heart». Según la IFPI, más de 2 millones de copias se han vendido en Europa. En el Reino Unido, ha vendido más de 1 millón de copias, aunque es significativamente más bajo que sus ventas de Elephunk, que están a más de 1,6 millones de copias y 10 millones en todo el mundo.
La banda anunció que se iban a tomar un descanso para concentrarse en sus propios proyectos personales. Will comenzó a producir el primer álbum solista de Fergie, The Dutchess, que fue lanzado en 2006, y antes de empezar a trabajar con Michael Jackson, que había sido solicitado para la grabación y producción de su nuevo álbum. Los trabajos comenzaron en 2006, y continuó hasta la muerte del cantante en 2009, momento en que Will revelaba de que ninguna parte del material grabado durante el período sería liberado. Sin embargo, remixes grabados para el 25 aniversario del álbum Thriller de Jackson, fue liberado en 2008.

### 2007-09: Songs About Girls y Change Is Now
En 2007, anunció que había cocreado una banda femenina de soul titulada Paradiso Girls, y que tenía la intención de trabajar en un próximo álbum en solitario. El álbum, Songs About Girls, fue lanzado en 2007. El álbum tuvo tres sencillos, «I Got It From My Mama», «One More Chance» y «Heartbreaker», y les fue un poco mejor que sus sencillos anteriores, sin embargo, no lograron vender más de 75.000 copias.

En 2008, contribuyó en la canción «One Tribe» en el álbum internacional de caridad, Songs for Survival. También en 2008, aparece en el álbum debut del rapero Flo Rida, Mail on Sunday, donde produjo y colaboró en la canción «In the Ayer», y figuró en el quinto álbum de Usher, Here I Stand. En enero de 2008, anunció sus planes de estar preparando un álbum político, Change is Now: Renewing America's Promise, en apoyo de la campaña presidencial de Barack Obama. 

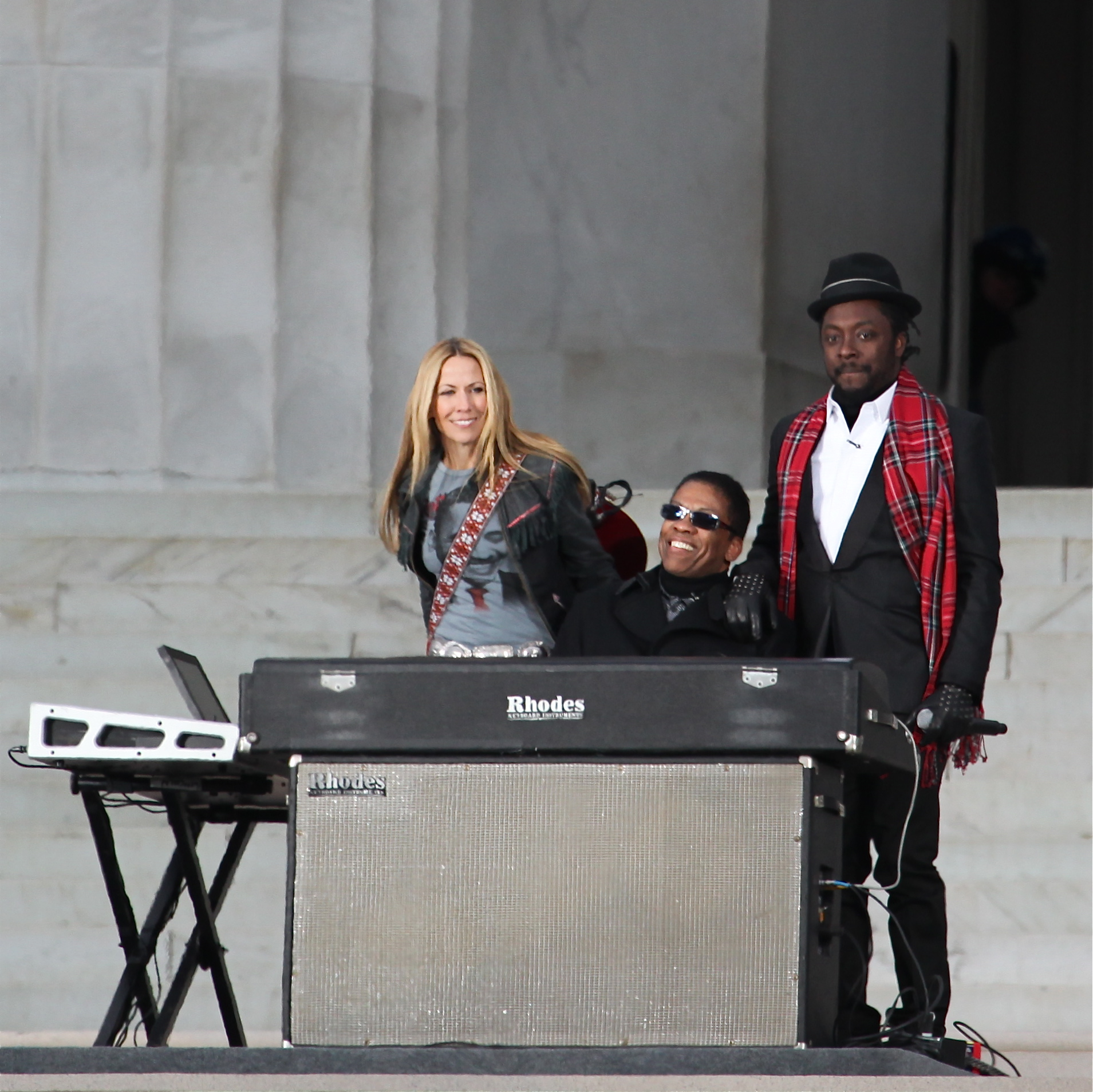
Will.i.am con Sheryl Crow y Herbie Hancock en el discurso de presentación de Obama.

El primer sencillo, «Yes We Can», contó con un video musical dirigido por Jesse Dylan. La letra de la canción está compuesta casi en su totalidad por las citas que dijo Obama en el discurso del 8 de enero de 2008 en el Nuevo Hampshire. El video cuenta con la participación de numerosas celebridades como Scarlett Johansson, Tatyana Ali, John Legend, Herbie Hancock, Kate Walsh, Kareem Abdul-Jabbar, Adam Rodríguez, Kelly Hu, Hill Harper, Amber Valletta, Eric Balfour, Aisha Tyler, Nicole Scherzinger, Nick Cannon, Bryan Greenberg y Common y apareció por primera vez en el sitio web de Dipdive. El video acumuló tres millones de visitas en una semana y más de cuatro millones posteriormente en YouTube. El 13 de junio de 2008 «Yes We Can», ganó un premio en la Anual Artes Creativas y entretenimiento diurno de los Premios Emmy por "Nuevos enfoques en entretenimiento durante el día". El 29 de febrero de 2008, el segundo sencillo del álbum, «We Are the Ones», fue lanzado en Dipdive y YouTube. Incluye apariciones de Jessica Alba, Ryan Phillippe, Kerry Washington, Yellowcard, Ryan clave, John Leguizamo, Regina King, Tyrese Gibson, Eric Mabius, Tichina Arnold, Adrianne Palicki, el comediante George López, y los cantantes Macy Gray, Zoe Kravitz y Taboo de The Black Eyed Peas, el video cuenta con todos cantando "O-BA-MA" como una representación de sus esperanzas y deseos para Barack Obama y su campaña presidencial. El 4 de noviembre de 2008, will.i.am habló con la CNN acerca de su apoyo para el entonces senador Obama utilizando la tecnología de 'holograma' (en realidad, la tomografía). A raíz de las elecciones de 2008, y la victoria de Obama, lanzó el tercer sencillo del álbum, «It's a New Day». El vídeo refleja los acontecimientos históricos que llevaron a la elección del primer presidente afroamericano y la reacción del público por su elección. El video muestra a celebridades como Fergie, Olivia Wilde, Kanye West, Harold Perrineau, Kevin Bacon y su esposa Kyra Sedgwick. El video se estrenó por primera vez en The Oprah Winfrey Show. En honor a la inauguración de Barack Obama como presidente, will.i.am colaboró con el productor David Foster en el cuarto sencillo del álbum, «America's Song», en el que contribuyen las voces de Seal, Bono, Mary J. Blige, y Faith Hill.
En respuesta a la reacción de Barack Obama después de la interrupción de Kanye West hacia Taylor Swift en los MTV Video Music Awards de 2009, will.i.am escribió el quinto y último sencillo del álbum, «The Jackass Song». Will.i.am incorpora elementos de la canción de Kanye West, «Heartless». Will.i.am escribió una entrada en el blog Dipdive con parte de la canción, y fue lanzada en febrero de 2009. Will.i.am asistió y habló en la Competencia de Robótica FIRST Kickoff el 8 de enero de 2011, declarando: "Yo soy el primer fan". También fue nombrado primer fundador por Dean Kamen "uno de [sus] héroes" en su cuenta de Twitter.

### 2009-2013: Reformación de The Black Eyed Peas y #Willpower
En marzo de 2009, Will anunció planes para regresar con la banda The Black Eyed Peas, y en pocos meses, lanzó su sencillo de regreso, «Boom Boom Pow», que alcanzó el número uno en el Reino Unido y la Billboard Hot 100. Tras el éxito del álbum The E.N.D., pública al mercado un segundo álbum de regreso, The Beginning, lanzado en noviembre de 2010. El álbum generó otros tres exitosos sencillos, pero la banda pronto anunció planes de un receso, después del término de su gira mundial. En 2009, trabajó con los raperos Flo Rida y Akon para el segundo álbum de estudio de Flo, ROOTS, y grabó cuatro canciones con Cheryl Cole para su álbum debut en solitario 3 Words. Él también ha trabajado con Rihanna para su cuarto álbum de estudio, Rated R, para una pista llamada «Photographs». En febrero de 2010, escribió y produjo el sencillo «OMG» de Usher, que apareció en el séptimo álbum de estudio del cantante, Raymond vs Raymond. En un vídeo de YouTube publicado por YGLifeOfficial el 15 de marzo de 2010, expresó su deseo de trabajar con el grupo de chicas de K-pop coreano 2NE1, y ayudarles a alcanzar el éxito internacional.
Durante la grabación del sexto álbum de estudio de The Black Eyed Peas, The Beginning, su compañera Fergie anunció en una entrevista que Will estaba en el proceso de grabación de un nuevo álbum en solitario, titulado provisionalmente Black Einstein. Se anunció oficialmente que estaba en el proceso de grabación de un cuarto álbum en solitario, con un poco de material que se estaba grabando bajo el seudónimo de Zuper Blahq. En enero de 2010, una primera pista del álbum, «I'm In the House», una colaboración con Steve Aoki, fue lanzado como sencillo promocional, alcanzando el número veinte y nueve en la lista de sencillos del Reino Unido debido a las descargas digitales. En octubre de 2010, un segundo sencillo promocional del álbum, «Check It Out», una colaboración con la rapera Nicki Minaj, alcanzó el puesto cuatro en la lista de sencillos del Reino Unido. En febrero de 2011, un tercer sencillo promocional del álbum, «Dance», una colaboración con Natalia Kills, alcanzó el puesto sesenta y dos en el UK Singles Chart. El video musical fue dirigido por James Sutton, y cuenta con un cameo de Natalia. Durante 2011 trabajó en una colaboración con la cantante Britney Spears, en una pista llamada «Big Fat Bass», que se incluye en su séptimo álbum de estudio, Femme Fatale.
En abril de 2011, grabó cuatro canciones para la banda sonora de la película de animación Río, en la que además, interpretó a un personaje. «Hot Wings (I Wanna Party)», «Drop It Low», «Rial in Río» y «Advice For The Young At Heart», son interpretadas con una variedad de artistas, como: Jamie Foxx, Anne Hathaway y Tears for Fears. Ninguna de las canciones lograron ingresar a las listas musicales, sin embargo, anunció que iba a remezclar las pistas para su inclusión en su próximo álbum. En septiembre de 2011, lanzó un cuarto sencillo promocional del álbum, la canción «Forever», que cuenta con la colaboración de Wolfgang Gartner. Durante ese tiempo, Will anunció el cambio del título del álbum de Black Einstein a #Willpower. El video se estrenó el 26 de agosto de 2011. En noviembre de 2011, se estrenó lo que se pretendía como primer sencillo oficial del álbum, «T.H.E. (The Hardest Ever)», una colaboración con Jennifer Lopez y Mick Jagger. Anunció a través de su Twitter que el video de «T.H.E. (The Hardest Ever)» fue filmado en Los Ángeles, y que antes de regresar a casa, se detuvo en Brasil para filmar el video de lo que también pretendía, su segundo sencillo oficial del álbum, «Great Times». En diciembre de 2011, un quinto sencillo promocional del álbum, «Party Like An Animal», una colaboración con la cantante holandesa Eva Simons y LMFAO, se estrenó en la fiesta de lanzamiento HTC Beats. También anunció que su producción incluiría colaboraciones de Britney Spears, Alicia Keys, Busta Rhymes, Swizz Beatz y otros. También afirmó que existe la posibilidad de que Shakira podría figurar en el álbum. Will.i.am confirmó más tarde que Demi Lovato y Justin Bieber también aparecerían en álbum. A mediados de octubre, Britney Spears confirmó en su cuenta de Twitter que había filmado el video musical para el sencillo «Scream & Shout».
Ha sido preparador del concurso de canto The Voice UK desde la temporada 1 (2012) hasta la presente 8 (2019).
El 24 de mayo de 2012, lanzó a través de iTunes, la canción «This Is Love», como el primer sencillo oficial del álbum, la que cuenta con la colaboración de Eva Simons. Tras su lanzamiento, se convirtió en el trigésimo noveno sencillo más vendido del año en el Reino Unido, con ventas de 403 000 copias. El 4 de junio de 2012, fue uno de los artistas invitados en el Concierto Jubileo de Diamante celebrado fuera del Palacio de Buckingham. El 28 de agosto, lanzó a «Reach for the Stars» como un nuevo sencillo promocional, y su primera transmisión, fue realizada desde el planeta Marte, a través del rover Curiosity. Durante el evento, estuvo con una audiencia en vivo desde la NASA en Pasadena, California.
Will.i.am apareció en la canción «Hall of Fame» de The Script. Se estrenó en la radio el 23 de julio de 2012 y fue lanzado para su descarga digital el 21 de agosto de 2012. Más tarde apareció en sencillo debut de Priyanka Chopra «In My City». En octubre de 2012 fue anunciado que participaría en el segundo álbum de estudio Warrior de Kesha, en la pista «Crazy Kids, que más tarde sería lanzado como sencillo.
En noviembre de 2012 Will.i.am lanzó el segundo sencillo oficial de #Willpower, «Scream & Shout», que cuenta con la colaboración de Britney Spears y que debutó en el top 20 de la Billboard Hot 100 y que con el tiempo llegaría al número tres, además debutó en el número dos en la lista de sencillos del Reino Unido y alcanzó el número uno en enero de 2013 por dos semanas. La canción se convirtió en su sencillo más exitoso a nivel mundial como artista en solitario. Durante una entrevista con Capital FM, Will.i.am confirmó que había colaborado con Justin Bieber para su próximo sencillo, «#ThatPower», que se estrenó el mismo día en que fue lanzado en iTunes, el 18 de marzo de 2013. Debutó en el número cuarenta y dos de la Billboard Hot 100.
Finalmente, el 19 de abril de 2013 se lanzó al mercado el álbum #Willpower, el que debutó al interior del top10 en países como: Australia, Estados Unidos, Irlanda, Nueva Zelanda, Reino Unido y Suiza. Durante el mismo mes, la pista con Chris Brown, «Let's Go», se convirtió en el centro de una controversia de derechos de autor, con un trance con los productores Arty y Mat Zo, quienes alegaban que will.i.am utilizó elementos de su pista de 2011 «Rebound», sin el permiso de los artistas o su sello.
En mayo confirmó que es el productor ejecutivo del octavo álbum de estudio de Britney Spears, Britney Jean, el que fue lanzado el 3 de diciembre de 2013. La canción «Bang Bang», incluida en su álbum #Willpower, fue utilizada como sencillo promocional para la banda sonora de la película El gran Gatsby.  Durante este mismo año, compuso el sencillo «Work Bitch» y participó como artista colaborador en la canción «It Should Be Easy» de Britney Spears.
Será asesor de la preparadora Gwen Stefani en la temporada 17 del show musical The Voice USA.

## Otras actividades

### Carrera cinematográfica
will.i.am comenzó a actuar junto con el resto de los miembros de Black Eyed Peas en la serie de comerciales "Instant Def"  para anunciar Snickers.
Actuó también en Madagascar 2: Escape de África como la voz del personaje "Moto Moto". Él contribuyó con varias pistas a la banda sonora de la película en colaboración con un peso pesado de la industria: Hans Zimmer. will.i.am interpretó a "John Wraith" en su debut en el cine más importante, X-Men Origins: Wolverine, una precuela de la serie de películas de X-Men. También fue estrella invitada en el drama de CBS Joan de Arcadia en el que interpretaba el papel de Dios. También protagonizó en 2011 la película de animación Río y Rio 2 de 2014 en la que interpretaba a "Pedro", un cardenal, y al igual que en Madagascar 2: Escape de África, también contribuyó con su voz a la banda sonora de la película, junto con otras estrellas de la película como Jesse Eisenberg, Anne Hathaway y Jamie Foxx.

### Carrera como diseñador
Antes de incorporarse a Black Eyed Peas will.i.am asistió a la Fashion Institute of Design & Merchandising en Los Ángeles. En 2001, comenzó a diseñar su propia línea de ropa de firma, "i.am", que hizo su debut oficial en 2005 en el show Magic apparel trade de Las Vegas. En 2007, will.i.am se asoció con Blue Holdings para diseñar una primera colección vaquera.
Esta ropa es usada por él en escena, en conciertos y galas. Con una mezcla de estilos de vestimentas funky, casual y elegante, es utilizada por los componentes de Black Eyed Peas y otros grupos para sus galas y conciertos.

### Dispositivos Tecnológicos
El músico decidió incursionar en el campo tecnológico inicialmente de la mano de BlackBerry, sin embargo posteriormente lanzó una serie de accesorios para iPhone los cuales pretendían mejorar la calidad de la cámara.
En octubre de 2014 el músico presentó su propio smartwatch el cual lleva por nombre “Puls” y es capaz de realizar llamadas, reproducir música, videos, hacer uso de redes sociales y monitorear la actividad física.
En 2018 su empresa abandona la tecnología de wereables para centrarse en dispositivos electrónicos de conversación.

### The Voice UK
El 25 de octubre de 2011, se informó de que will.i.am se uniría a The Voice del Reino Unido como un entrenador. Una fuente dijo: "La incorporación de Will está en un 95%. Él es una gran estrella y le encanta cultivar nuevos talentos. El sólo dispara de su boca, y no tiene miedo en decir las cosas como son. Aunque, no creo que The Voice sea como la villana de The X Factor". will.i.am fue confirmado más tarde como entrenador de The Voice UK, por eso dijo: "Me siento orgulloso de estar haciendo The Voice, debido a que Reino Unido fue el primer lugar en donde vi el éxito", dijo. "Es el lugar en el que estoy más creativo si estoy fuera de mi casa." Cohen agregó: "Estoy encantado de que will.i.am haya firmado para ser un coach de The Voice. Él es una gran estrella que traerá una creatividad única para el espectáculo". Al hablar sobre las diferencias entre The Voice y The X Factor, "no voy a ser juez de The X Factor. The Voice es diferente. ni siquiera se puede compararlos. Uno, que tiene la gente en la industria de la música, actuales y leyendas, entrenar a la próxima generación. el otro formato es que haya jueces criticando, o dar su opinión sobre las cosas cuando no se sabe muy bien, aparte de Randy Jackson que es un ídolo".
En preparación para el papel como entrenador, le pidió ayuda a una amiga y exjueza de The X Factor, Cheryl Cole. Fue entrevistado por Capital FM, en donde dijo: "Me acerqué a Cheryl para que me entregara consejos sobre cómo mantener la calma, tener cara de póker, y sobre la importancia de la pervivencia de los cantantes - es su sueño, muchas de las veces cuando tienes otros artistas es una parte del espectáculo, las celebridades tienden a querer el brillo para acaparar todo el tiempo. Así que todo lo mío es que yo quiero hacer The Voice, pero no quiero acaparar el tiempo hasta que los cantantes de allá arriba están buscando como, '¿Es esto sobre ustedes? ". En marzo de 2012, se informó de que su camerino se había convertido en un estudio de grabación, y en lugar de sólo escuchar con sus auriculares, había instalado unos contenedores de Mega Bass.

## Vida personal
De acuerdo con una entrevista con el tabloide británico The Sun, will.i.am dice que sufre de tinnitus, una enfermedad que es común entre los músicos que han estado expuestos a música de alto volumen durante períodos prolongados de tiempo. En abril de 2013, declaró que tiene Trastorno por déficit de atención con hiperactividad.
Es sobrino de la ex estrella de la NFL, Lynn Cain, quien jugó para los Halcones de Atlanta y Los Angeles Rams. will.i.am pasó gran parte de su vida teniendo a su tío como un modelo a seguir.
El 22 de junio de 2009, el bloggero Perez Hilton, acusó que will.i.am y su séquito de personas, lo agredieron en Toronto después de los MuchMusic Video Awards, un cargo negado totalmente por will.i.am en un video publicado en su blog.

## Discografía
- 2001: Lost Change
- 2003: Must B 21
- 2007: Songs About Girls
- 2013: #willpower

## Premios
Daytime Emmy Awards
- 2008: New Approaches in Daytime Entertainment - «Yes We Can»[54]
- 2011: Best Original Song - «What I Am»[55]

Grammy Awards
Will.i.am ha ganado hasta la fecha, siete premios Grammy.
- 2005: Best Rap Performance by a Duo or Group - «Let's Get It Started», Black Eyed Peas
- 2006: Best Rap Performance by a Duo or Group - "Don't Phunk with My Heart", The Black Eyed Peas
- 2007: Best Pop Performance by a Duo or Group with Vocals - «My Humps», The Black Eyed Peas
- 2009: Best Urban/Alternative Performance - «Be OK»
- 2010: Best Short Form Music Video - «Boom Boom Pow», The Black Eyed Peas
- 2010: Best Pop Vocal Album - "The E.N.D.", The Black Eyed Peas
- 2010: Best Pop Performance by a Duo or Group - «I Gotta Feeling», The Black Eyed Peas[56]

Latin Grammy Awards
- 2006: Best Brazilian Contemporary Pop Album - "Timeless", Sérgio Mendes (como productor)

BMI Awards
- 2010: BMI presented the BMI President’s Award to will.i.am in recognition of his work as an artist, producer, and humanitarian. The honor is bestowed on an individual who has distinctly and profoundly influenced the entertainment industry.[57]

## Filmografía

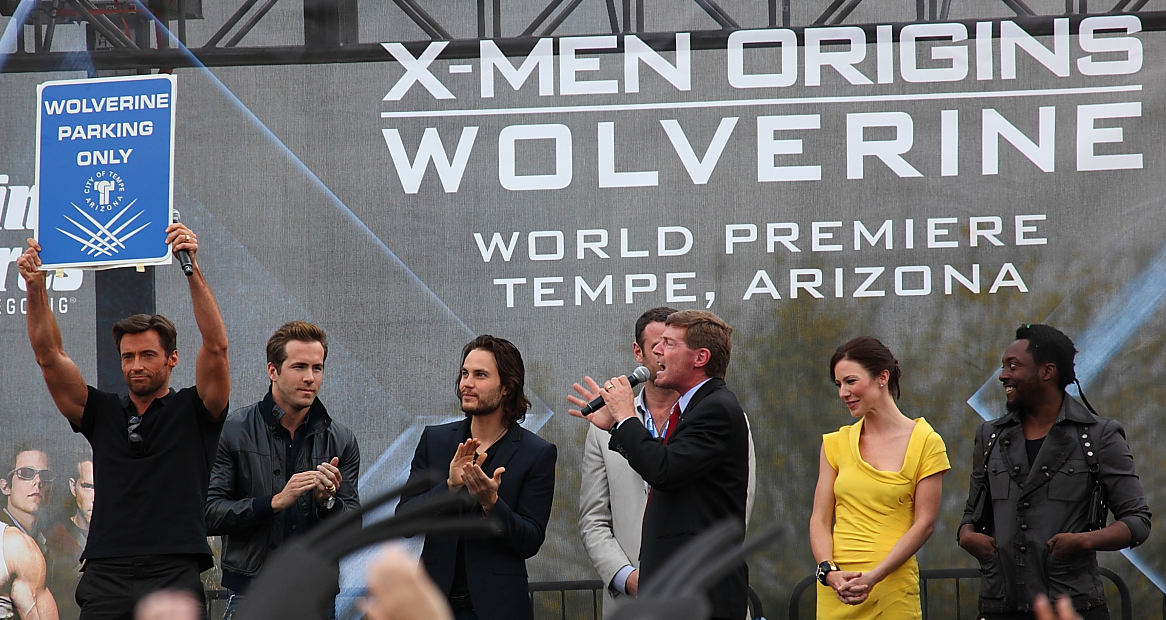
Will.i.am junto a Hugh Jackman y Ryan Reynolds, Liev Schreiber, Lynn Collins y Taylor Kitsch en el estreno de la película X-Men Origins: Wolverine

### Películas
| Año  | Título                              | Rol                 | Notas |
| ---- | ----------------------------------- | ------------------- | ----- |
| 2008 | Madagascar 2: Escape de África      | Moto Moto           | Voz   |
| 2009 | X-Men Origins: Wolverine            | John Wraith/Spectre |       |
| 2009 | Arthur and the Revenge of Maltazard | Snow                | Voz   |
| 2010 | Date Night                          | Él mismo            | Cameo |
| 2010 | Bouncing Cats                       | Elton John          |       |
| 2011 | Río                                 | Pedro               | Voz   |
| 2014 | Río 2                               | Pedro               | Voz   |
| 2021 | Sing 2                              | Crocodile           | Voz   |

### Series de Televisión
| Año           | Título                | Rol                      | Notas                              |
| ------------- | --------------------- | ------------------------ | ---------------------------------- |
| 2000-presente | Nino y su pandilla    | El mismo                 | Desde la temporada 1               |
| 2005          | Joan of Arcadia       | Three Card Monte Guy God | Episodio: "Independence Day"       |
| 2007          | Cane                  | Él mismo                 | Episodio: "A New Legacy"           |
| 2011          | The Cleveland Show    | Bernard                  | Voz                                |
| 2012          | Top Gear              | Él mismo                 | Invitado                           |
| 2012          | The X Factor US       | Él mismo                 | Mentor invitado por Britney Spears |
| 2012-presente | The Voice UK          | Él mismo                 | Juez y mentor de los participantes |
| 2013          | Miley: The Movement   | Él mismo                 | Aparición                          |
| 2014          | The Voice (Australia) | Él mismo                 | Juez y mentor de los participantes |

### Videojuegos
| Año  | Título                         | Rol                 | Notas |
| ---- | ------------------------------ | ------------------- | ----- |
| 2009 | X-Men Origins: Wolverine       | Bianca Vásquez Azar | Voz   |
| 2011 | The Black Eyed Peas Experience | Él mismo            |       |

## Giras
- The Vans Warped Tour (2009)
- The #Willpower Tour (2013)